# Lista:Verificação da predefinição Início ano chinês
Esta predefinição calcula a data em que começa o ano novo Chinês.

As tabelas seguintes mostram a comparação das datas reais com as calculadas: 
| Data real  | Calculada       | Data real  | Calculada       | Data real  | Calculada       | Data real  | Calculada       |
| ---------- | --------------- | ---------- | --------------- | ---------- | --------------- | ---------- | --------------- |
| 31-01-1957 | 31 de janeiro   | 31-01-1995 | 31 de janeiro   | 31-01-2033 | 31 de janeiro   | 31-01-2071 | 31 de janeiro   |
| 18-02-1958 | 18 de fevereiro | 19-02-1996 | 19 de fevereiro | 19-02-2034 | 19 de fevereiro | 19-02-2072 | 19 de fevereiro |
| 08-02-1959 | 8 de fevereiro  | 08-02-1997 | 8 de fevereiro  | 08-02-2035 | 8 de fevereiro  | 07-02-2073 | 7 de fevereiro  |
| 28-01-1960 | 28 de janeiro   | 29-01-1998 | 28 de janeiro   | 28-01-2036 | 28 de janeiro   | 27-01-2074 | 27 de janeiro   |
| 15-02-1961 | 15 de fevereiro | 16-02-1999 | 16 de fevereiro | 15-02-2037 | 15 de fevereiro | 15-02-2075 | 15 de fevereiro |
| 05-02-1962 | 5 de fevereiro  | 05-02-2000 | 5 de fevereiro  | 04-02-2038 | 4 de fevereiro  | 05-02-2076 | 5 de fevereiro  |
| 25-01-1963 | 25 de janeiro   | 24-01-2001 | 24 de janeiro   | 24-01-2039 | 24 de janeiro   | 24-01-2077 | 24 de janeiro   |
| 13-02-1964 | 13 de fevereiro | 12-02-2002 | 12 de fevereiro | 12-02-2040 | 12 de fevereiro | 12-02-2078 | 12 de fevereiro |
| 02-02-1965 | 2 de fevereiro  | 01-02-2003 | 1 de fevereiro  | 01-02-2041 | 1 de fevereiro  | 02-02-2079 | 2 de fevereiro  |
| 21-01-1966 | 21 de janeiro   | 22-01-2004 | 22 de janeiro   | 22-01-2042 | 22 de janeiro   | 22-01-2080 | 22 de janeiro   |
| 09-02-1967 | 9 de fevereiro  | 09-02-2005 | 9 de fevereiro  | 10-02-2043 | 10 de fevereiro | 09-02-2081 | 9 de fevereiro  |
| 30-01-1968 | 30 de janeiro   | 29-01-2006 | 29 de janeiro   | 30-01-2044 | 30 de janeiro   | 29-01-2082 | 29 de janeiro   |
| 17-02-1969 | 17 de fevereiro | 18-02-2007 | 18 de fevereiro | 17-02-2045 | 17 de fevereiro | 17-02-2083 | 17 de fevereiro |
| 06-02-1970 | 6 de fevereiro  | 07-02-2008 | 7 de fevereiro  | 06-02-2046 | 6 de fevereiro  | 06-02-2084 | 6 de fevereiro  |
| 27-01-1971 | 27 de janeiro   | 26-01-2009 | 26 de janeiro   | 26-01-2047 | 26 de janeiro   | 26-01-2085 | 26 de janeiro   |
| 15-02-1972 | 15 de fevereiro | 14-02-2010 | 14 de fevereiro | 14-02-2048 | 14 de fevereiro | 14-02-2086 | 14 de fevereiro |
| 03-02-1973 | 3 de fevereiro  | 03-02-2011 | 3 de fevereiro  | 02-02-2049 | 2 de fevereiro  | 03-02-2087 | 3 de fevereiro  |
| 23-01-1974 | 23 de janeiro   | 23-01-2012 | 23 de janeiro   | 23-01-2050 | 23 de janeiro   | 22-01-2088 | 24 de janeiro   |
| 11-02-1975 | 11 de fevereiro | 10-02-2013 | 10 de fevereiro | 11-02-2051 | 11 de fevereiro | 10-02-2089 | 10 de fevereiro |
| 31-01-1976 | 31 de janeiro   | 31-01-2014 | 31 de janeiro   | 01-02-2052 | 1 de fevereiro  | 30-01-2090 | 30 de janeiro   |
| 18-02-1977 | 18 de fevereiro | 19-02-2015 | 19 de fevereiro | 19-02-2053 | 19 de fevereiro | 18-02-2091 | 18 de fevereiro |
| 07-02-1978 | 7 de fevereiro  | 08-02-2016 | 8 de fevereiro  | 08-02-2054 | 8 de fevereiro  | 07-02-2092 | 7 de fevereiro  |
| 28-01-1979 | 28 de janeiro   | 28-01-2017 | 28 de janeiro   | 28-01-2055 | 28 de janeiro   | 27-01-2093 | 27 de janeiro   |
| 16-02-1980 | 16 de fevereiro | 16-02-2018 | 16 de fevereiro | 15-02-2056 | 15 de fevereiro | 15-02-2094 | 15 de fevereiro |
| 05-02-1981 | 5 de fevereiro  | 05-02-2019 | 5 de fevereiro  | 04-02-2057 | 4 de fevereiro  | 05-02-2095 | 5 de fevereiro  |
| 25-01-1982 | 25 de janeiro   | 25-01-2020 | 25 de janeiro   | 24-01-2058 | 24 de janeiro   | 25-01-2096 | 25 de janeiro   |
| 13-02-1983 | 13 de fevereiro | 12-02-2021 | 12 de fevereiro | 12-02-2059 | 12 de fevereiro | 12-02-2097 | 12 de fevereiro |
| 02-02-1984 | 2 de fevereiro  | 01-02-2022 | 1 de fevereiro  | 02-02-2060 | 2 de fevereiro  | 01-02-2098 | 1 de fevereiro  |
| 20-02-1985 | 20 de fevereiro | 22-01-2023 | 22 de janeiro   | 21-01-2061 | 21 de janeiro   | 21-01-2099 | 21 de janeiro   |
| 09-02-1986 | 9 de fevereiro  | 10-02-2024 | 10 de fevereiro | 09-02-2062 | 9 de fevereiro  | 09-02-2100 | 9 de fevereiro  |
| 29-01-1987 | 29 de janeiro   | 29-01-2025 | 29 de janeiro   | 29-01-2063 | 29 de janeiro   | 29-01-2101 | 29 de janeiro   |
| 17-02-1988 | 17 de fevereiro | 17-02-2026 | 17 de fevereiro | 17-02-2064 | 17 de fevereiro | 17-02-2102 | 17 de fevereiro |
| 06-02-1989 | 6 de fevereiro  | 06-02-2027 | 6 de fevereiro  | 05-02-2065 | 5 de fevereiro  | 07-02-2103 | 7 de fevereiro  |
| 27-01-1990 | 27 de janeiro   | 26-01-2028 | 26 de janeiro   | 26-01-2066 | 26 de janeiro   | 28-01-2104 | 28 de janeiro   |
| 15-02-1991 | 15 de fevereiro | 13-02-2029 | 13 de fevereiro | 14-02-2067 | 14 de fevereiro | 15-02-2105 | 15 de fevereiro |
| 04-02-1992 | 4 de fevereiro  | 03-02-2030 | 3 de fevereiro  | 03-02-2068 | 3 de fevereiro  | 04-02-2106 | 4 de fevereiro  |
| 23-01-1993 | 23 de janeiro   | 23-01-2031 | 23 de janeiro   | 23-01-2069 | 23 de janeiro   | 24-01-2107 | 24 de janeiro   |
| 10-02-1994 | 10 de fevereiro | 11-02-2032 | 11 de fevereiro | 11-02-2070 | 11 de fevereiro | 12-02-2108 | 12 de fevereiro |

| Data real | Calculada       | Data real | Calculada       | Data real | Calculada       | Data real | Calculada       | Data real | Calculada        |
| --------- | --------------- | --------- | --------------- | --------- | --------------- | --------- | --------------- | --------- | ---------------- |
| 24-1-1583 | 24 de janeiro   | 23-1-1697 | 23 de janeiro   | 25-1-1811 | 25 de janeiro   | 24-1-1925 | 24 de janeiro   | 25-1-2172 | 25 de janeiro    |
| 12-2-1584 | 12 de fevereiro | 11-2-1698 | 11 de fevereiro | 13-2-1812 | 13 de fevereiro | 13-2-1926 | 13 de fevereiro | 12-2-2173 | 12 de fevereiro  |
| 31-1-1585 | 31 de janeiro   | 31-1-1699 | 31 de janeiro   | 1-2-1813  | 1 de fevereiro  | 2-2-1927  | 2 de fevereiro  | 2-2-2174  | 2 de fevereiro   |
| 18-2-1586 | 18 de fevereiro | 19-2-1700 | 19 de fevereiro | 21-1-1814 | 21 de janeiro   | 23-1-1928 | 23 de janeiro   | 23-1-2175 | 23 de janeiro    |
| 7-2-1587  | 7 de fevereiro  | 8-2-1701  | 8 de fevereiro  | 9-2-1815  | 9 de fevereiro  | 10-2-1929 | 10 de fevereiro | 11-2-2176 | 11 de fevereiro  |
| 28-1-1588 | 28 de janeiro   | 28-1-1702 | 28 de janeiro   | 29-1-1816 | 29 de janeiro   | 30-1-1930 | 30 de janeiro   | 30-1-2177 | 30 de janeiro    |
| 15-2-1589 | 15 de fevereiro | 16-2-1703 | 16 de fevereiro | 16-2-1817 | 16 de fevereiro | 17-2-1931 | 17 de fevereiro | 18-2-2178 | 18 de fevereiro  |
| 5-2-1590  | 5 de fevereiro  | 5-2-1704  | 5 de fevereiro  | 5-2-1818  | 5 de fevereiro  | 6-2-1932  | 6 de fevereiro  | 7-2-2179  | 7 de fevereiro   |
| 25-1-1591 | 25 de janeiro   | 25-1-1705 | 25 de janeiro   | 26-1-1819 | 26 de janeiro   | 26-1-1933 | 26 de janeiro   | 27-1-2180 | 27 de janeiro    |
| 13-2-1592 | 13 de fevereiro | 13-2-1706 | 13 de fevereiro | 14-2-1820 | 14 de fevereiro | 14-2-1934 | 14 de fevereiro | 14-2-2181 | 14 de fevereiro  |
| 1-2-1593  | 1 de fevereiro  | 3-2-1707  | 3 de fevereiro  | 3-2-1821  | 3 de fevereiro  | 4-2-1935  | 4 de fevereiro  | 3-2-2182  | 3 de fevereiro   |
| 20-2-1594 | 20 de fevereiro | 23-1-1708 | 23 de janeiro   | 23-1-1822 | 23 de janeiro   | 24-1-1936 | 24 de janeiro   | 24-1-2183 | 24 de janeiro    |
| 9-2-1595  | 9 de fevereiro  | 10-2-1709 | 10 de fevereiro | 11-2-1823 | 11 de fevereiro | 11-2-1937 | 11 de fevereiro | 12-2-2184 | 12 de fevereiro  |
| 29-1-1596 | 29 de janeiro   | 30-1-1710 | 30 de janeiro   | 31-1-1824 | 31 de janeiro   | 31-1-1938 | 31 de janeiro   | 31-1-2185 | 31 de janeiro    |
| 16-2-1597 | 16 de fevereiro | 17-2-1711 | 17 de fevereiro | 18-2-1825 | 18 de fevereiro | 19-2-1939 | 19 de fevereiro | 21-1-2186 | 21 de janeirorow |
| 6-2-1598  | 6 de fevereiro  | 7-2-1712  | 7 de fevereiro  | 7-2-1826  | 7 de fevereiro  | 8-2-1940  | 8 de fevereiro  | 8-2-2187  | 8 de fevereiro   |
| 27-1-1599 | 27 de janeiro   | 26-1-1713 | 26 de janeiro   | 27-1-1827 | 27 de janeiro   | 27-1-1941 | 27 de janeiro   | 28-1-2188 | 28 de janeiro    |
| 15-2-1600 | 15 de fevereiro | 14-2-1714 | 14 de fevereiro | 15-2-1828 | 15 de fevereiro | 15-2-1942 | 15 de fevereiro | 15-2-2189 | 15 de fevereiro  |
| 3-2-1601  | 3 de fevereiro  | 4-2-1715  | 4 de fevereiro  | 4-2-1829  | 4 de fevereiro  | 5-2-1943  | 5 de fevereiro  | 5-2-2190  | 5 de fevereiro   |
| 23-1-1602 | 23 de janeiro   | 24-1-1716 | 24 de janeiro   | 25-1-1830 | 25 de janeiro   | 25-1-1944 | 25 de janeiro   | 25-1-2191 | 25 de janeiro    |
| 11-2-1603 | 11 de fevereiro | 11-2-1717 | 11 de fevereiro | 13-2-1831 | 13 de fevereiro | 13-2-1945 | 13 de fevereiro | 13-2-2192 | 13 de fevereiro  |
| 31-1-1604 | 31 de janeiro   | 31-1-1718 | 31 de janeiro   | 2-2-1832  | 2 de fevereiro  | 2-2-1946  | 2 de fevereiro  | 2-2-2193  | 2 de fevereiro   |
| 18-2-1605 | 18 de fevereiro | 19-2-1719 | 19 de fevereiro | 20-2-1833 | 20 de fevereiro | 22-1-1947 | 22 de janeiro   | 22-1-2194 | 22 de janeiro    |
| 7-2-1606  | 7 de fevereiro  | 8-2-1720  | 8 de fevereiro  | 9-2-1834  | 9 de fevereiro  | 10-2-1948 | 10 de fevereiro | 10-2-2195 | 10 de fevereiro  |
| 28-1-1607 | 28 de janeiro   | 28-1-1721 | 28 de janeiro   | 29-1-1835 | 29 de janeiro   | 29-1-1949 | 29 de janeiro   | 30-1-2196 | 30 de janeiro    |
| 16-2-1608 | 16 de fevereiro | 16-2-1722 | 16 de fevereiro | 17-2-1836 | 17 de fevereiro | 17-2-1950 | 17 de fevereiro | 17-2-2197 | 17 de fevereiro  |
| 5-2-1609  | 5 de fevereiro  | 5-2-1723  | 5 de fevereiro  | 5-2-1837  | 5 de fevereiro  | 6-2-1951  | 6 de fevereiro  | 6-2-2198  | 6 de fevereiro   |
| 25-1-1610 | 25 de janeiro   | 26-1-1724 | 26 de janeiro   | 26-1-1838 | 26 de janeiro   | 27-1-1952 | 27 de janeiro   | 27-1-2199 | 27 de janeiro    |
| 13-2-1611 | 13 de fevereiro | 13-2-1725 | 13 de fevereiro | 14-2-1839 | 14 de fevereiro | 14-2-1953 | 14 de fevereiro | 15-2-2200 | 15 de fevereiro  |
| 2-2-1612  | 2 de fevereiro  | 2-2-1726  | 2 de fevereiro  | 3-2-1840  | 3 de fevereiro  | 3-2-1954  | 3 de fevereiro  | 4-2-2201  | 4 de fevereiro   |
| 19-2-1613 | 19 de fevereiro | 22-1-1727 | 22 de janeiro   | 23-1-1841 | 23 de janeiro   | 24-1-1955 | 24 de janeiro   | 25-1-2202 | 25 de janeiro    |
| 9-2-1614  | 9 de fevereiro  | 10-2-1728 | 10 de fevereiro | 10-2-1842 | 10 de fevereiro | 12-2-1956 | 12 de fevereiro | 13-2-2203 | 13 de fevereiro  |
| 29-1-1615 | 29 de janeiro   | 29-1-1729 | 29 de janeiro   | 30-1-1843 | 30 de janeiro   | 31-1-1957 | 31 de janeiro   | 2-2-2204  | 2 de fevereiro   |
| 17-2-1616 | 17 de fevereiro | 17-2-1730 | 17 de fevereiro | 18-2-1844 | 18 de fevereiro | 18-2-1958 | 18 de fevereiro | 20-2-2205 | 20 de fevereiro  |
| 6-2-1617  | 6 de fevereiro  | 7-2-1731  | 7 de fevereiro  | 7-2-1845  | 7 de fevereiro  | 8-2-1959  | 8 de fevereiro  | 9-2-2206  | 9 de fevereiro   |
| 26-1-1618 | 26 de janeiro   | 27-1-1732 | 27 de janeiro   | 27-1-1846 | 27 de janeiro   | 28-1-1960 | 28 de janeiro   | 29-1-2207 | 29 de janeiro    |
| 14-2-1619 | 14 de fevereiro | 14-2-1733 | 14 de fevereiro | 15-2-1847 | 15 de fevereiro | 15-2-1961 | 15 de fevereiro | 17-2-2208 | 17 de fevereiro  |
| 4-2-1620  | 4 de fevereiro  | 4-2-1734  | 4 de fevereiro  | 5-2-1848  | 5 de fevereiro  | 5-2-1962  | 5 de fevereiro  | 6-2-2209  | 6 de fevereiro   |
| 22-1-1621 | 22 de janeiro   | 24-1-1735 | 24 de janeiro   | 24-1-1849 | 24 de janeiro   | 25-1-1963 | 25 de janeiro   | 26-1-2210 | 26 de janeiro    |
| 10-2-1622 | 10 de fevereiro | 12-2-1736 | 12 de fevereiro | 12-2-1850 | 12 de fevereiro | 13-2-1964 | 13 de fevereiro | 14-2-2211 | 14 de fevereiro  |
| 31-1-1623 | 31 de janeiro   | 31-1-1737 | 31 de janeiro   | 1-2-1851  | 1 de fevereiro  | 2-2-1965  | 2 de fevereiro  | 4-2-2212  | 4 de fevereiro   |
| 19-2-1624 | 19 de fevereiro | 19-2-1738 | 19 de fevereiro | 20-2-1852 | 20 de fevereiro | 21-1-1966 | 21 de janeiro   | 23-1-2213 | 23 de janeiro    |
| 7-2-1625  | 7 de fevereiro  | 8-2-1739  | 8 de fevereiro  | 8-2-1853  | 8 de fevereiro  |           |                 | 10-2-2214 | 10 de fevereiro  |
| 28-1-1626 | 28 de janeiro   | 26-1-1740 | 26 de janeiro   | 29-1-1854 | 29 de janeiro   | 29-1-2101 | 29 de janeiro   | 30-1-2215 | 30 de janeiro    |
| 16-2-1627 | 16 de fevereiro | 16-2-1741 | 16 de fevereiro | 17-2-1855 | 17 de fevereiro | 17-2-2102 | 17 de fevereiro | 18-2-2216 | 18 de fevereiro  |
| 5-2-1628  | 5 de fevereiro  | 5-2-1742  | 5 de fevereiro  | 6-2-1856  | 6 de fevereiro  | 7-2-2103  | 7 de fevereiro  | 7-2-2217  | 7 de fevereiro   |
| 24-1-1629 | 24 de janeiro   | 26-1-1743 | 26 de janeiro   | 26-1-1857 | 26 de janeiro   | 28-1-2104 | 28 de janeiro   | 28-1-2218 | 28 de janeiro    |
| 12-2-1630 | 12 de fevereiro | 13-2-1744 | 13 de fevereiro | 14-2-1858 | 14 de fevereiro | 15-2-2105 | 15 de fevereiro | 16-2-2219 | 16 de fevereiro  |
| 1-2-1631  | 1 de fevereiro  | 1-2-1745  | 1 de fevereiro  | 3-2-1859  | 3 de fevereiro  | 4-2-2106  | 4 de fevereiro  | 5-2-2220  | 5 de fevereiro   |
| 20-2-1632 | 20 de fevereiro | 22-1-1746 | 22 de janeiro   | 23-1-1860 | 23 de janeiro   | 24-1-2107 | 24 de janeiro   | 24-1-2221 | 24 de janeiro    |
| 8-2-1633  | 8 de fevereiro  | 9-2-1747  | 9 de fevereiro  | 10-2-1861 | 10 de fevereiro | 12-2-2108 | 12 de fevereiro | 12-2-2222 | 12 de fevereiro  |
| 29-1-1634 | 29 de janeiro   | 30-1-1748 | 30 de janeiro   | 30-1-1862 | 30 de janeiro   | 31-1-2109 | 31 de janeiro   | 1-2-2223  | 1 de fevereiro   |
| 17-2-1635 | 17 de fevereiro | 17-2-1749 | 17 de fevereiro | 18-2-1863 | 18 de fevereiro | 19-2-2110 | 19 de fevereiro | 20-2-2224 | 20 de fevereiro  |
| 7-2-1636  | 7 de fevereiro  | 7-2-1750  | 7 de fevereiro  | 8-2-1864  | 8 de fevereiro  | 8-2-2111  | 8 de fevereiro  | 8-2-2225  | 8 de fevereiro   |
| 26-1-1637 | 26 de janeiro   | 27-1-1751 | 27 de janeiro   | 27-1-1865 | 27 de janeiro   | 29-1-2112 | 29 de janeiro   | 29-1-2226 | 29 de janeiro    |
| 14-2-1638 | 14 de fevereiro | 15-2-1752 | 15 de fevereiro | 15-2-1866 | 15 de fevereiro | 16-2-2113 | 16 de fevereiro | 17-2-2227 | 17 de fevereiro  |
| 3-2-1639  | 3 de fevereiro  | 3-2-1753  | 3 de fevereiro  | 5-2-1867  | 5 de fevereiro  | 6-2-2114  | 6 de fevereiro  | 7-2-2228  | 7 de fevereiro   |
| 23-1-1640 | 23 de janeiro   | 23-1-1754 | 23 de janeiro   | 25-1-1868 | 25 de janeiro   | 26-1-2115 | 26 de janeiro   | 26-1-2229 | 26 de janeiro    |
| 10-2-1641 | 10 de fevereiro | 11-2-1755 | 11 de fevereiro | 11-2-1869 | 11 de fevereiro | 14-2-2116 | 14 de fevereiro | 14-2-2230 | 14 de fevereiro  |
| 30-1-1642 | 30 de janeiro   | 31-1-1756 | 31 de janeiro   | 31-1-1870 | 31 de janeiro   | 2-2-2117  | 2 de fevereiro  | 3-2-2231  | 3 de fevereiro   |
| 19-2-1643 | 19 de fevereiro | 18-2-1757 | 18 de fevereiro | 19-2-1871 | 18 de fevereiro | 22-1-2118 | 22 de janeiro   | 23-1-2232 | 23 de janeiro    |
| 8-2-1644  | 8 de fevereiro  | 8-2-1758  | 8 de fevereiro  | 9-2-1872  | 9 de fevereiro  | 10-2-2119 | 10 de fevereiro | 10-2-2233 | 10 de fevereiro  |
| 28-1-1645 | 28 de janeiro   | 29-1-1759 | 29 de janeiro   | 29-1-1873 | 29 de janeiro   | 30-1-2120 | 30 de janeiro   | 30-1-2234 | 30 de janeiro    |
| 16-2-1646 | 16 de fevereiro | 17-2-1760 | 17 de fevereiro | 17-2-1874 | 17 de fevereiro | 17-2-2121 | 17 de fevereiro | 18-2-2235 | 18 de fevereiro  |
| 5-2-1647  | 5 de fevereiro  | 5-2-1761  | 5 de fevereiro  | 6-2-1875  | 6 de fevereiro  | 7-2-2122  | 7 de fevereiro  | 8-2-2236  | 8 de fevereiro   |
| 25-1-1648 | 25 de janeiro   | 25-1-1762 | 25 de janeiro   | 26-1-1876 | 26 de janeiro   | 27-1-2123 | 27 de janeiro   | 28-1-2237 | 28 de janeiro    |
| 11-2-1649 | 11 de fevereiro | 13-2-1763 | 13 de fevereiro | 13-2-1877 | 13 de fevereiro | 15-2-2124 | 15 de fevereiro | 16-2-2238 | 16 de fevereiro  |
| 1-2-1650  | 1 de fevereiro  | 2-2-1764  | 2 de fevereiro  | 2-2-1878  | 2 de fevereiro  | 3-2-2125  | 3 de fevereiro  | 5-2-2239  | 5 de fevereiro   |
| 21-1-1651 | 21 de janeiro   | 21-1-1765 | 21 de janeiro   | 22-1-1879 | 22 de janeiro   | 23-1-2126 | 23 de janeiro   | 25-1-2240 | 25 de janeiro    |
| 9-2-1652  | 9 de fevereiro  | 9-2-1766  | 9 de fevereiro  | 10-2-1880 | 10 de fevereiro | 11-2-2127 | 11 de fevereiro | 12-2-2241 | 12 de fevereiro  |
| 29-1-1653 | 29 de janeiro   | 30-1-1767 | 30 de janeiro   | 30-1-1881 | 30 de janeiro   | 1-2-2128  | 1 de fevereiro  | 1-2-2242  | 1 de fevereiro   |
| 17-2-1654 | 17 de fevereiro | 18-2-1768 | 18 de fevereiro | 18-2-1882 | 18 de fevereiro | 19-2-2129 | 19 de fevereiro | 20-2-2243 | 20 de fevereiro  |
| 6-2-1655  | 6 de fevereiro  | 7-2-1769  | 7 de fevereiro  | 8-2-1883  | 8 de fevereiro  | 8-2-2130  | 8 de fevereiro  | 9-2-2244  | 9 de fevereiro   |
| 26-1-1656 | 26 de janeiro   | 27-1-1770 | 27 de janeiro   | 28-1-1884 | 28 de janeiro   | 29-1-2131 | 29 de janeiro   | 29-1-2245 | 29 de janeiro    |
| 13-2-1657 | 13 de fevereiro | 15-2-1771 | 15 de fevereiro | 15-2-1885 | 15 de fevereiro | 17-2-2132 | 17 de fevereiro | 17-2-2246 | 17 de fevereiro  |
| 2-2-1658  | 2 de fevereiro  | 4-2-1772  | 4 de fevereiro  | 4-2-1886  | 4 de fevereiro  | 5-2-2133  | 5 de fevereiro  | 6-2-2247  | 6 de fevereiro   |
| 23-1-1659 | 23 de janeiro   | 23-1-1773 | 23 de janeiro   | 24-1-1887 | 24 de janeiro   | 25-1-2134 | 25 de janeiro   | 27-1-2248 | 27 de janeiro    |
| 11-2-1660 | 11 de fevereiro | 11-2-1774 | 11 de fevereiro | 12-2-1888 | 12 de fevereiro | 13-2-2135 | 13 de fevereiro | 13-2-2249 | 13 de fevereiro  |
| 30-1-1661 | 30 de janeiro   | 31-1-1775 | 31 de janeiro   | 31-1-1889 | 31 de janeiro   | 2-2-2136  | 2 de fevereiro  | 2-2-2250  | 2 de fevereiro   |
| 18-2-1662 | 18 de fevereiro | 19-2-1776 | 19 de fevereiro | 21-1-1890 | 21 de janeiro   | 22-1-2137 | 22 de janeiro   | 23-1-2251 | 23 de janeiro    |
| 8-2-1663  | 8 de fevereiro  | 8-2-1777  | 8 de fevereiro  | 9-2-1891  | 9 de fevereiro  | 10-2-2138 | 10 de fevereiro | 11-2-2252 | 11 de fevereiro  |
| 28-1-1664 | 28 de janeiro   | 28-1-1778 | 28 de janeiro   | 30-1-1892 | 30 de janeiro   | 30-1-2139 | 30 de janeiro   | 30-1-2253 | 30 de janeiro    |
| 15-2-1665 | 15 de fevereiro | 16-2-1779 | 16 de fevereiro | 17-2-1893 | 17 de fevereiro | 18-2-2140 | 18 de fevereiro | 18-2-2254 | 18 de fevereiro  |
| 4-2-1666  | 4 de fevereiro  | 5-2-1780  | 5 de fevereiro  | 6-2-1894  | 6 de fevereiro  | 7-2-2141  | 7 de fevereiro  | 8-2-2255  | 8 de fevereiro   |
| 24-1-1667 | 24 de janeiro   | 24-1-1781 | 24 de janeiro   | 26-1-1895 | 26 de janeiro   | 27-1-2142 | 27 de janeiro   | 28-1-2256 | 28 de janeiro    |
| 12-2-1668 | 12 de fevereiro | 12-2-1782 | 12 de fevereiro | 13-2-1896 | 13 de fevereiro | 15-2-2143 | 15 de fevereiro | 15-2-2257 | 15 de fevereiro  |
| 1-2-1669  | 1 de fevereiro  | 2-2-1783  | 2 de fevereiro  | 2-2-1897  | 2 de fevereiro  | 4-2-2144  | 4 de fevereiro  | 4-2-2258  | 4 de fevereiro   |
| 21-1-1670 | 21 de janeiro   | 22-1-1784 | 22 de janeiro   | 22-1-1898 | 22 de janeiro   | 23-1-2145 | 23 de janeiro   | 24-1-2259 | 24 de janeiro    |
| 9-2-1671  | 9 de fevereiro  | 9-2-1785  | 9 de fevereiro  | 10-2-1899 | 10 de fevereiro | 11-2-2146 | 11 de fevereiro | 12-2-2260 | 12 de fevereiro  |
| 30-1-1672 | 30 de janeiro   | 30-1-1786 | 30 de janeiro   | 31-1-1900 | 31 de janeiro   | 1-2-2147  | 1 de fevereiro  | 31-1-2261 | 31 de janeiro    |
| 17-2-1673 | 17 de fevereiro | 18-2-1787 | 18 de fevereiro | 19-2-1901 | 19 de fevereiro | 20-2-2148 | 20 de fevereiro | 21-1-2262 | 21 de janeiro    |
| 6-2-1674  | 6 de fevereiro  | 7-2-1788  | 7 de fevereiro  | 8-2-1902  | 8 de fevereiro  | 8-2-2149  | 8 de fevereiro  | 9-2-2263  | 9 de fevereiro   |
| 26-1-1675 | 26 de janeiro   | 26-1-1789 | 26 de janeiro   | 29-1-1903 | 29 de janeiro   | 29-1-2150 | 29 de janeiro   | 30-1-2264 | 30 de janeiro    |
| 14-2-1676 | 14 de fevereiro | 14-2-1790 | 14 de fevereiro | 16-2-1904 | 16 de fevereiro | 16-2-2151 | 16 de fevereiro | 17-2-2265 | 17 de fevereiro  |
| 2-2-1677  | 2 de fevereiro  | 3-2-1791  | 3 de fevereiro  | 4-2-1905  | 4 de fevereiro  | 5-2-2152  | 5 de fevereiro  | 6-2-2266  | 6 de fevereiro   |
| 23-1-1678 | 23 de janeiro   | 24-1-1792 | 24 de janeiro   | 25-1-1906 | 25 de janeiro   | 25-1-2153 | 25 de janeiro   | 26-1-2267 | 26 de janeiro    |
| 11-2-1679 | 11 de fevereiro | 11-2-1793 | 11 de fevereiro | 13-2-1907 | 13 de fevereiro | 12-2-2154 | 12 de fevereiro | 14-2-2268 | 14 de fevereiro  |
| 31-1-1680 | 31 de janeiro   | 31-1-1794 | 31 de janeiro   | 2-2-1908  | 2 de fevereiro  | 2-2-2155  | 2 de fevereiro  | 2-2-2269  | 2 de fevereiro   |
| 18-2-1681 | 18 de fevereiro | 21-1-1795 | 21 de janeiro   | 22-1-1909 | 22 de janeiro   | 23-1-2156 | 23 de janeiro   | 22-1-2270 | 22 de janeiro    |
| 7-2-1682  | 7 de fevereiro  | 9-2-1796  | 9 de fevereiro  | 10-2-1910 | 10 de fevereiro | 10-2-2157 | 10 de fevereiro | 11-2-2271 | 11 de fevereiro  |
| 27-1-1683 | 27 de janeiro   | 28-1-1797 | 28 de janeiro   | 30-1-1911 | 30 de janeiro   | 30-1-2158 | 30 de janeiro   | 31-1-2272 | 31 de janeiro    |
| 15-2-1684 | 15 de fevereiro | 16-2-1798 | 16 de fevereiro | 18-2-1912 | 18 de fevereiro | 18-2-2159 | 18 de fevereiro | 18-2-2273 | 18 de fevereiro  |
| 3-2-1685  | 3 de fevereiro  | 5-2-1799  | 5 de fevereiro  | 6-2-1913  | 6 de fevereiro  | 7-2-2160  | 7 de fevereiro  | 8-2-2274  | 8 de fevereiro   |
| 24-1-1686 | 24 de janeiro   | 25-1-1800 | 25 de janeiro   | 26-1-1914 | 26 de janeiro   | 26-1-2161 | 26 de janeiro   | 28-1-2275 | 28 de janeiro    |
| 12-2-1687 | 12 de fevereiro | 13-2-1801 | 13 de fevereiro | 14-2-1915 | 14 de fevereiro | 14-2-2162 | 14 de fevereiro | 15-2-2276 | 15 de fevereiro  |
| 2-2-1688  | 2 de fevereiro  | 3-2-1802  | 3 de fevereiro  | 3-2-1916  | 3 de fevereiro  | 3-2-2163  | 3 de fevereiro  | 3-2-2277  | 3 de fevereiro   |
| 21-1-1689 | 21 de janeiro   | 23-1-1803 | 23 de janeiro   | 23-1-1917 | 23 de janeiro   | 24-1-2164 | 24 de janeiro   | 24-1-2278 | 24 de janeiro    |
| 9-2-1690  | 9 de fevereiro  | 11-2-1804 | 11 de fevereiro | 11-2-1918 | 11 de fevereiro | 11-2-2165 | 11 de fevereiro | 12-2-2279 | 12 de fevereiro  |
| 29-1-1691 | 29 de janeiro   | 31-1-1805 | 31 de janeiro   | 1-2-1919  | 1 de fevereiro  | 1-2-2166  | 1 de fevereiro  | 2-2-2280  | 2 de fevereiro   |
| 17-2-1692 | 17 de fevereiro | 18-2-1806 | 18 de fevereiro | 20-2-1920 | 20 de fevereiro | 20-2-2167 | 20 de fevereiro | 21-1-2281 | 21 de janeiro    |
| 5-2-1693  | 5 de fevereiro  | 7-2-1807  | 7 de fevereiro  | 8-2-1921  | 8 de fevereiro  | 9-2-2168  | 9 de fevereiro  | 9-2-2282  | 9 de fevereiro   |
| 25-1-1694 | 25 de janeiro   | 28-1-1808 | 28 de janeiro   | 28-1-1922 | 28 de janeiro   | 28-1-2169 | 28 de janeiro   | 29-1-2283 | 29 de janeiro    |
| 13-2-1695 | 13 de fevereiro | 14-2-1809 | 14 de fevereiro | 16-2-1923 | 16 de fevereiro | 16-2-2170 | 16 de fevereiro | 17-2-2284 | 17 de fevereiro  |
| 3-2-1696  | 3 de fevereiro  | 4-2-1810  | 4 de fevereiro  | 5-2-1924  | 5 de fevereiro  | 5-2-2171  | 5 de fevereiro  | 5-2-2285  | 5 de fevereiro   |

1. ↑  «When is Chinese New Year?». http://pinyin.info/chinese_new_year/ (em inglês). 2010. Consultado em 14 de maio de 2019
2. ↑  http://astropixels.com/ephemeris/phasescat/phases1501.html Em falta ou vazio |título= (ajuda)
3. ↑  https://ytliu0.github.io/ChineseCalendar/table.html Em falta ou vazio |título= (ajuda)